# Ingrid Svantepolksdotter
Ingrid Svantepolksdotter, död efter år 1350, var en abbedissa i Vreta kloster 1323–1344. Hon var dotter till Svantepolk Knutsson och Benedicta Sunesdotter (Bjälboätten).

## Biografi
Ingrid placerades liksom sina systrar Katarina och Ingegärd i Vreta kloster som barn. Enligt uppgift år 1256. Hennes systrar blev nunnor, men själv var hon endast där för att gå i skola, eftersom hon vid den tidpunkten var förlovad med danske marsken David Torstensson. Hon bortrövades 1287 till Norge av Folke Algotsson. Kung Magnus förklarade därför Folke för biltog och hans egendom förverkades. Paret gifte sig i Norge och levde i landsflykt fram till Folkes död. 
Efter Folkes död, som inträffade senast år 1310, återvände Ingrid till Sverige. Hon var medlem i Vreta kloster senast i mars 1322. Hon efterträdde 1323 sin syster Katarina som abbedissa. Hon avgick från sin post 1344, men ska även fortsatt ha utövat stort inflytande i klostrets angelägenheter. Hon nämns sista gången år 1350, då hon fungerade som interimsabbedissa mellan döden av den dåvarande abbedissan och före tillträdet av den nästa. 

## Barn
1. Knut Folkesson (Algotssönerna)